# パチスロリーグ
パチスロリーグは、2007年9月からMONDO21→MONDO TVで放送されているパチスロ番組。

## 概要
実際に営業しているホールで、プレイヤー2人（3人の場合もある）がそれぞれの意志と理論で立ち回り、相手より良い収支を得る事を目的としたパチスロ実戦型対戦番組であり、『○○ パチスロリーグ』の番組名でシリーズ化している。
5人の出場者（『真・パチスロリーグ』より7人に増加）が1対1のマッチプレー方式で対戦し、1回戦総当たりのリーグ戦を行い総合ポイントが最も高かったプレイヤーが優勝となる。なお『すすめ!!パチスロリーグ』だけは異なる対戦方式を採用している（当該項を参照）。
パチスロライターの木村魚拓が唯一全シリーズに出場していたが『真・パチスロリーグ』をもって番組を降板。
2022年9月の『あつまれ!パチスロリーグ』放送終了後は、新シリーズではなく『あつまれ!〜』がリピート放送されたが、2023年7月より『みんなのパチスロリーグ』がスタートしシリーズが再開した。

## 放送時間
初回放送は隔週土曜日の23:30 - 24:00だったが、『あつまれ!パチスロリーグ』から隔週土曜日の24:00 - 25:00に変更拡大となった。
次回放送までの2週間の間に数回リピート放送され、『燃えろ!!パチスロリーグ』を除く過去のシリーズも随時リピート放送が行われている。

## 基本ルール
以下は『すすめ!!パチスロリーグ』を除く各シリーズで概ね共通となっている。
- 対戦は両者とも同じ店舗で開店から閉店まで行う。対戦を前半・後半に分けて放送する関係から、概ね午後2時頃に昼食休憩を挟んでいるが、休憩を取らずに続行してもよいとされている[注 1]。ただし、前半の終わりと後半の始めは必ず収録を行うため、その時は席を立つ必要がある。使用するホールは対戦ごとに変わる[注 2]。
- 遊技はプレイヤーの判断でいつ終了してもよい。対戦相手の様子をうかがいながら、やめ時を見極めるのも見所であるが、あまりに早く遊技を終了すると番組が成り立たなくなるため、各出場者とも概ね午後7時頃まで遊技を続行している。
- 各対戦の勝敗は、双方のトータル収支で決定(獲得金額から投資金額を差し引いて計算)。収支計算の際、端玉は一律に切り捨てる。
  - 双方の収支を比較し、多かった選手が勝者となり、対戦ポイントとして2ポイントを獲得する（敗者は0ポイント）。なお、両者同額の場合は引き分けとなり、双方に対戦ポイントが1ポイントずつ与えられる[注 3]。
  - 対戦の勝敗とは別に個人の収支も毎回ポイント化され、収支がプラスだった場合は1000円ごとに0.1ポイント加点、逆にマイナスの場合は1000円ごとに0.1ポイント減点となる。
- 全試合終了後に、最も高いポイントを獲得した出場者が優勝。
  - なお、複数の選手が同ポイントで並んだ場合『飛び出せ!パチスロリーグ』では当該選手同士の直接対決で勝利した者を上位としていた[注 4]が、『輝け!パチスロリーグ』では勝利数の多い方が上位[注 5]としていた。また、『闘え!パチスロリーグ』では[注 6]勝利数の多い方、それも同じなら直接対決の結果で順位を決めると説明された。

## シリーズ
本項では相違点や出演者について記載。優勝者は太文字表記。

### 燃えろ!!パチスロリーグ
2007年4月放送開始。シリーズで唯一、2シーズンで開催。
- 実況：永福真子
- 解説：試合のない出場者から1名

出場者
- 第1シーズン
  - モデル・オノ（パチンコ必勝ガイドライター兼スロプロ）
  - 木村魚拓（パチスロ必勝ガイド）
  - ヅラプロ森藤（パチスロ必勝ガイド）
  - 成瀬真尋（グラビアアイドル）
  - 倖田梨紗（AV女優）

- 第2シーズン
  - 木村魚拓（パチスロ必勝ガイド）
  - ヅラプロ森藤（パチスロ必勝ガイド）
  - ポロリ（パチスロ必勝ガイド）
  - 石井ひな（グラビアアイドル）
  - 倖田梨紗（AV女優）→モデル・オノ（パチンコ必勝ガイドライター兼スロプロ）

備考
第2シーズン中に倖田梨紗が自身の不祥事により降板（途中失格）。既に対戦済みだった倖田vs森藤、倖田vs木村の2試合は無効試合となり、代わってモデル・オノが途中参戦することとなった。無効試合となった2試合の再戦は行わなかったため、オノは2試合、森藤と木村は3試合、ポロリと石井は4試合の合計で争うことになった。

### すすめ!!パチスロリーグ
2009年4月25日放送開始。
- 実況：堀尾若奈
- 解説：試合のない出場者から1名

対戦方式
このシリーズは基本ルールと異なる形式で行われた（番組では「クライマックスシリーズ方式」と呼んでいた）。
- “ス・リーグ”と“ロ・リーグ”の2リーグに分かれ、それぞれ総当りリーグ戦を行う。
- その後、各リーグ2位に3位のポイント上位1名を加えた3名で敗者復活戦を行う。リーグ戦のポイントは持ち越さない。
- 各リーグポイント1位と敗者復活戦を勝ちあがった1名の合計3名で決勝戦を行う。リーグ戦・敗者復活戦のポイントは持ち越さない。

出場者
- ス・リーグ
  - 木村魚拓（パチスロ必勝ガイドライター）
  - 葉山綾（グラビアアイドル）
  - ララ（パチスロ必勝本ライター、ギャルズパーティー2期生）
  - ヒロシ・ヤング（パチンコ・パチスロライター）

- ロ・リーグ
  - 梅屋シン（パチスロ必勝本ライター）
  - 神田めぐ美（レースクイーン）
  - バイソン松本（パチスロ必勝ガイドライター）
  - モデル・オノ（パチンコ必勝ガイドライター、スロプロ）

### オレたちパチスロリーグ
2010年5月22日放送開始。本シリーズより基本ルール（前述）に戻った。
- 実況：堀尾若奈
- 解説：ヅラプロ森藤[注 7]

出場者
- 木村魚拓（パチスロ必勝ガイドライター）
- 二階堂瑠美（女流プロ雀士）
- 梅屋シン（パチスロ必勝本ライター）
- 初音みのり（AV女優）
- 嵐（パチスロ必勝本ライター）

### 飛び出せ!パチスロリーグ
2011年3月2日放送開始。『パチスロ攻略マガジン』所属のライターが初参戦。
- 実況：堀尾若奈
- 解説：ヅラプロ森藤

出場者
- 木村魚拓（パチスロ必勝ガイドライター）
- レビン（パチスロ攻略マガジンライター）
- ララ（パチスロ必勝本ライター）
- 凛（パチスロ攻略マガジンライター）
- 嵐（パチスロ必勝本ライター）

### 輝け!パチスロリーグ
2011年12月3日放送開始。パチンコライターが初参戦。
- 実況：ララ
- 解説：ヅラプロ森藤

出場者
- 木村魚拓（パチスロ必勝ガイドライター）
- 嵐（パチスロ必勝本ライター）
- ネギ坊（パチスロ攻略マガジンライター）
- ビワコ（パチンコ必勝本ライター）
- ホームランなみち（タレント・フリーライター）

### 行くぜっ!パチスロリーグ
2012年9月8日放送開始。
- 実況：清王裕子
- 解説：ヅラプロ森藤

出場者
- 木村魚拓（パチスロ必勝ガイドライター）
- 嵐（パチスロ必勝本ライター）
- 源悟郎（パチスロ攻略マガジンライター）
- チャーミー中元（パチンコライター）
- 河原みのり（グラビアアイドル、パチスロ必勝ガイドライター）

### 走れ!パチスロリーグ
2013年6月15日放送開始。シリーズ通して、初めて組合せ抽選の模様が放送された。
- 実況：清王裕子
- 解説：ヅラプロ森藤

出場者
- 木村魚拓（パチスロ必勝ガイドライター）
- 嵐（パチスロ必勝本ライター）
- 松本バッチ（パチスロ攻略マガジンライター）
- 由愛可奈（AV女優）
- 河原みのり（グラビアアイドル、パチスロ必勝ガイドライター）

### 情熱!パチスロリーグ
2014年3月22日放送開始。
- 実況・解説：ヅラプロ森藤、河原みのり

出場者
- 木村魚拓（パチスロ必勝ガイドライター）
- 嵐（パチスロ必勝本ライター）
- 神谷玲子（タレント）
- ガッツ（パチスロ攻略マガジンライター）
- 中武一日二膳（パチスロ必勝ガイドライター）

### 全開!パチスロリーグ
2014年12月27日放送開始。
- 実況・解説：ヅラプロ森藤、河原みのり

出場者
- 木村魚拓（パチスロ必勝ガイドライター）
- 松本バッチ（パチスロ攻略マガジンライター）
- 嵐（パチスロ必勝本ライター）
- フェアリン（パチスロ攻略マガジンライター）
- コロナ慎児（パチスロライター）

### 吼えろ!パチスロリーグ
2015年10月3日放送開始。
- 実況・解説にまわっていた河原みのりが復帰。
- 本選前に5人全員で4時間実戦のオープン戦が行われた。
- 本戦途中に男性出場者3名がゲストスロッターと組んで戦う交流戦が行われた。オープン戦、交流戦ともにくじ引きで強制的に台移動をするなどの指令に従うなどバラエティに特化したもので、結果は本選には影響しない。
- 本選終了後に最終戦SPとしてあべみほ、由愛可奈、彩乃なな、西岡葉月の4名が、嵐のナビゲートのもとで次回出演交渉権をかけて戦った（結果は該当なしというオチだった）。
- 実況・解説：ヅラプロ森藤、鈴木涼子

出場者
- 木村魚拓（パチスロ必勝ガイドライター） - 交流戦では菜乃花とペア
- 松本バッチ（パチスロ攻略マガジンライター） - 交流戦では三宅ナビとペア
- 嵐（パチスロ必勝本ライター） - 交流戦では辻ヤスシとペア
- フェアリン（パチスロ攻略マガジンライター）
- 河原みのり（グラビアアイドル、パチスロ必勝ガイドライター）

### 光れ!パチスロリーグ
2016年10月1日放送開始。
- 本選前に全員集合SPとして4時間実戦のオープン戦が行われた。オープン戦はくじ引きで強制的に台移動をするなどの指令に従うなどバラエティに特化したもので、結果は本選には影響しない。
- 本戦途中に交流戦SPが行われた。内容は男性チーム（木村魚拓とスペシャルゲストの木内泰史（サンボマスター）、グラサン師匠）と女性チーム（河原みのりとスペシャルゲストの鈴木涼子、せんだるか）の対抗戦で、ジャグラーの早当て、収支でポイントを競った。結果は本戦には影響しない。
- 実況・解説：ヅラプロ森藤、鈴木涼子

出場者
- 木村魚拓（パチスロ必勝ガイドライター）
- 銀太郎（パチスロ攻略マガジンライター）
- 嵐（パチスロ必勝本ライター）
- 東城りお(女流プロ雀士）
- 河原みのり（パチスロ必勝ガイドライター）

### おいで!パチスロリーグ
2017年9月2日放送開始。
- 本選前に全員集合SPとして4時間実戦のオープン戦が行われた。オープン戦はくじ引きで強制的に台移動をするなどの指令に従うなどバラエティに特化したもので、結果は本選には影響しない。
- 本戦途中に交流戦SPが行われた。内容は木村魚拓と嵐にスペシャルゲストの伊藤真一、ウシオ、バイソン松本、ポロリの6名を抽選で3組のペアを作り、収支でポイントを競った。実践時間は4時間、スタート時は自由に台選択ができるが、その後の移動は禁止、ペアは並びで打たないといけない。また、くじ引きによる強制台移動もあった。結果は本戦には影響しない。
- 本選終了後にクライマックスSPとして出場者5名で対戦。前半戦は本戦3位～5位の3名によるAタイプ機実践。後半戦は本戦1位と2位に前半戦でトップだった1名を加えて3名でフリー実践。前後半戦ともに2時間の短期勝負で行われ、本選と同じく倖田柚希が優勝。
- 実況・解説：ヅラプロ森藤、鈴木涼子

出場者
- 木村魚拓（パチスロ必勝ガイドライター）
- 嵐（パチスロ必勝本ライター）
- トニー（パチスロ攻略マガジンライター）
- 青山りょう（パチンコ必勝本ライター）
- 倖田柚希（DMMぱちタウン専属タレント）

### 闘え!パチスロリーグ
2018年9月1日放送開始。
- 本選前に全員集合SPとして4時間実戦のオープン戦が行われた。オープン戦はくじ引きで強制的に台移動をするなどの指令に従うなどバラエティに特化したもので、結果は本選には影響しない。
- 本戦途中に同窓会SPが行われた。木村魚拓と倖田柚希、過去のパチスロリーグ出場者である神谷玲子、フェアリン、銀太郎の5名で収支を競う。スタート時は自由に台選択ができるが、その後の移動は禁止（途中のくじ引きでの強制台移動がある）。結果は本戦には影響しない。この回のみ解説に河原みのりが加わった。
- 本選終了後にクライマックスSPとして出場者5名で対戦。前半戦は本戦3位～5位の3名によるAタイプ機実践。後半戦は本戦1位と2位に前半戦でトップだった1名を加えて3名でフリー実践。前後半戦ともに2時間の短期勝負で行われ、本選と同じく跡美しゅりが優勝。
- 実況・解説：ヅラプロ森藤、鈴木涼子

出場者
- 木村魚拓（パチスロ必勝ガイドライター）
- 嵐（パチスロ必勝本ライター）
- 倖田柚希（DMMぱちタウン専属タレント）
- 辻ヤスシ（パチスロ必勝本ライター）
- 跡美しゅり（AV女優）

### 恋するパチスロリーグ
2019年8月31日放送開始。
- 本選前に全員集合SPとして4時間実戦のオープン戦が行われた。オープン戦はくじ引きで強制的に台移動をするなどの指令に従うなどバラエティに特化したもので、木村魚拓が1位となったが結果は本選には影響しない。
- 本戦途中にから騒ぎSPが行われた。実況・解説の河原みのりと倖田柚希がリーダーとなり、ゲスト2人を加えて3対3のチーム戦を行う。倖田チームは七瀬静香とみさお、河原チームは玉ちゃんと天野麻菜がチーム。軍資金はリーダーが負担する。同一機種で3人が並んで実践する。実践中はお互いが書いたトークテーマを抽選で選び、トークを中心に行う。
- 本選終了後にクライマックスSPとして出場者5名で対戦。前半戦は本戦3位～5位の3名によるAタイプ機実践。後半戦は本戦1位と2位に前半戦でトップだった1名を加えて3名でフリー実践。前後半戦ともに2時間の短期勝負で行われ、木村魚拓が優勝。
- 実況・解説：河原みのり、倖田柚希

出場者
- 木村魚拓（パチスロ必勝ガイドライター）
- 嵐（パチスロ必勝本ライター）
- ナミ（DMMぱちタウン専属タレント）
- あべみほ（グラビアアイドル）
- 五十嵐マリア（ジャンバリ.TV専属タレント）

### いいね!パチスロリーグ
2020年12月5日放送開始。
- 従来行われていた本選前の全員集合SP（オープン戦）は行われず。
- 本戦途中に梅屋・枢木・倖田SPが行われた。枢木あおいと実況・解説の倖田柚希がチームを組み、王子様のように敬愛する梅屋シンと対戦。勝敗は差枚数で決まり、枢木・倖田チームは2人のプラス差枚のみを合算。枢木と倖田が勝てば、梅屋から「愛のメッセージ」が送られる。また、特別ルールとして枢木・倖田が一撃300枚以上獲得してクジを引き当たりが出れば、実戦中に梅屋と音声をつないで2ショットトークができる。
- 本選終了後にクライマックスSPとして出場者5名で対戦。前半戦は本戦3位～5位の3名によるAタイプ機実践。後半戦は本戦1位と2位に前半戦でトップだった1名を加えて3名でフリー実践。前後半戦ともに2時間の短期勝負で行われ、梅屋シンが優勝。
- 実況・解説：ヅラプロ森藤、鈴木涼子、倖田柚希（1戦（2回）を3人で担当（回毎の担当は2人））

出場者
- 木村魚拓（パチスロ必勝ガイドライター）
- 嵐（パチスロ必勝本ライター）
- 梅屋シン（パチスロ必勝本ライター）
- 河原みのり（パチスロ必勝ガイドライター）
- 枢木あおい（AV女優）

### あつまれ!パチスロリーグ
2021年11月6日放送開始。放送時間が30分から1時間に拡大。
- 本選前の全員集合SP（オープン戦）は行われず。
- 本選終了後にクライマックスSPとして出場者5名で対戦。前半戦は本戦3位～5位の3名によるAタイプ機実践。後半戦は本戦1位と2位に前半戦でトップだった1名を加えて3名でフリー実践。前後半戦ともに2時間の短期勝負で行われ、倖田柚希が優勝。
- 実況・解説：ヅラプロ森藤、河原みのり、鈴木涼子（1戦（2回）を3人で担当（回毎の担当は2人））

出場者
- 木村魚拓（パチスロ必勝ガイドライター）
- 嵐（パチスロ必勝本ライター）
- 梅屋シン（パチスロ必勝本ライター）
- 倖田柚希（DMMぱちタウン専属タレント）
- 兎味ペロリナ（タレント・現役JK（地獄警備員））

### みんなのパチスロリーグ
2023年7月29日放送開始。
- 前シリーズ終了から1年9カ月を経てシリーズ再開。
- 本選前に全員集合SPとして4時間実戦によるオープン戦が行われた。撮影されたホールのルール（コインを持っての台移動禁止）により従来のくじ引きでの強制台移動という特別ルールはなし。大水プリンが1位となったが結果は本戦に影響しない。
- 実況・解説：ヅラプロ森藤、河原みのり、鈴木涼子、倖田柚希（回毎に2人（森藤と女性1人）が担当）

出場者
- 木村魚拓
- 嵐
- 梅屋シン
- 政重ゆうき
- 大水プリン

### 真・パチスロリーグ
2024年6月1日放送開始。
- 出場者が7人に増加。
- 本選前に全員集合SPとしてオープン戦が行われ、大水プリンが1位となったが結果は本戦に影響しない。
- 全シリーズに出演していた木村魚拓が、本シリーズをもって番組を降板。
- 実況・解説：ヅラプロ森藤

出場者
- 木村魚拓
- 嵐
- 梅屋シン
- シーサ。
- 大水プリン
- 河原みのり
- 橘アンジュ

### あっぱれパチスロリーグ
2025年4月6日放送開始。
- 本選前の全員集合SP（オープン戦）は行われず。
- 実況・解説：ヅラプロ森藤

出場者
- エハラマサヒロ
- 嵐
- 梅屋シン
- シーサ。
- 玉ちゃん
- 橘アンジュ
- 夏海